# メルセデス・ベンツ・W203
W203/S203/C203は、メルセデス・ベンツの2代目Cクラスを指すコードネームである。数字の頭に付けられているスペルは、“W”がセダン、“S”はステーションワゴン、“C”はクーペを表す。

## 概要
2000年にフルモデルチェンジ、日本では同年9月より発売が開始された。日本での価格は400-900万円。先代とは異なり全てのグレードにステーションワゴンが用意された。BMW・3シリーズコンパクトに対抗するモデルとして3ドアハッチバックのスポーツクーペ (SportCoupé) もラインナップする。欧州ではC350 (V6/272PS) 、C180 (直4/129PS)なども存在するが、日本市場では他のモデルとの差別化とブランド戦略により正規輸入されていない。
メルセデス･ベンツのモデル名は数字の上2桁が排気量を示していたが、その法則が途絶えたのはW203型からである。例えば、C180は1.8Lではなく2.0Lであり、C240は2.4Lではなく2.6Lである。C240、C320、C200コンプレッサー スポーツクーペには通常モデルをベースにAMGがデザインしたアルミホイールやエアロパーツ、スポーツサスペンションを装着した「スポーツライン」が設定されていた。
ヘッドライトは初期のレンズカット付、マルチリフレクター (レンズカット無) 、マルチリフレクターでロービームがプロジェクターの3種類。ハンドル位置はC230アバンギャルド、C55AMG セダン（ワゴンは右ハンドルのみの設定）のみ左右ハンドルを選ぶことができる。4MATIC (4WD) は構造上、左ハンドルのみ (日本以外の左側通行国では販売されていない) 、その他は右ハンドルのみの設定である。
当時、ダイムラー・クライスラーが発足してからのフルモデルチェンジ車という事もあって、AT車にはマニュアルモードが採用されたが、マニュアルモードのシフトパターンはクライスラーが採用していた「オートスティック」と同じ形状となっている (V6は2005年に7ATが採用されるまで続いた) 。
一方、メルセデス・ベンツの内装を特徴付けていた実用性の高さ（誰が乗っても戸惑わない確実さ）は大幅に下がり、構成部品も一部簡略化され、革の材質をはじめとする内装の質感も同様にコストダウンされた。なお、マイナーチェンジ後の後期型では品質改善がなされている。

## 歴史
日本導入に先立つ2000年5月、オートトレーディングルフトジャパンが独自に輸入・販売を行っていた。
2000年9月、C180、C200コンプレッサー、C240 、C320、C32 AMG、C200コンプレッサー スポーツクーペの正規販売が開始された。2002年、C180、C200コンプレッサーの直列4気筒エンジンが変更を受け、C180はC180コンプレッサーに名称が変更された。同時にフルタイム4WDのC240 4MATICが追加された。2003年にはスポーツクーペもエンジン変更を受け、C180コンプレッサー スポーツクーペ、C200コンプレッサー スポーツクーペ エボリューションの2本立てとなる。エボリューションには専用のアルミホイール、ワイドタイヤが装備された。
2005年、旧型V6エンジンモデルのC240、C240 4MATIC、C320を廃し、新世代のV6エンジン (272系) を搭載するC230アバンギャルド、C280アバンギャルド、C280 4MATIC アバンギャルドが追加された。この3モデルは7速AT (7G-TRONIC) を採用し、スポーティーな黒系木目の内装と本革シートが装備されるアバンギャルド仕様の内装となっている。なお、C230アバンギャルドとC280アバンギャルドには専用デザインのアルミホイール、ワイドタイヤを装備する「スポーツパッケージ」が設定されている。同時にC32 AMGに代わり、5.4L V8エンジンを搭載するC55 AMGが加わる。
スポーツクーペは北米市場での販売が振るわず2005年をもって販売中止、日本市場では2007年まで輸入・販売された。翌2008年に同じプラットフォームのまま約1100箇所の変更を施し、フロントマスクを3代目W204と共通意匠としたものがCLCクラスとして登場したが日本へは輸入されていない。

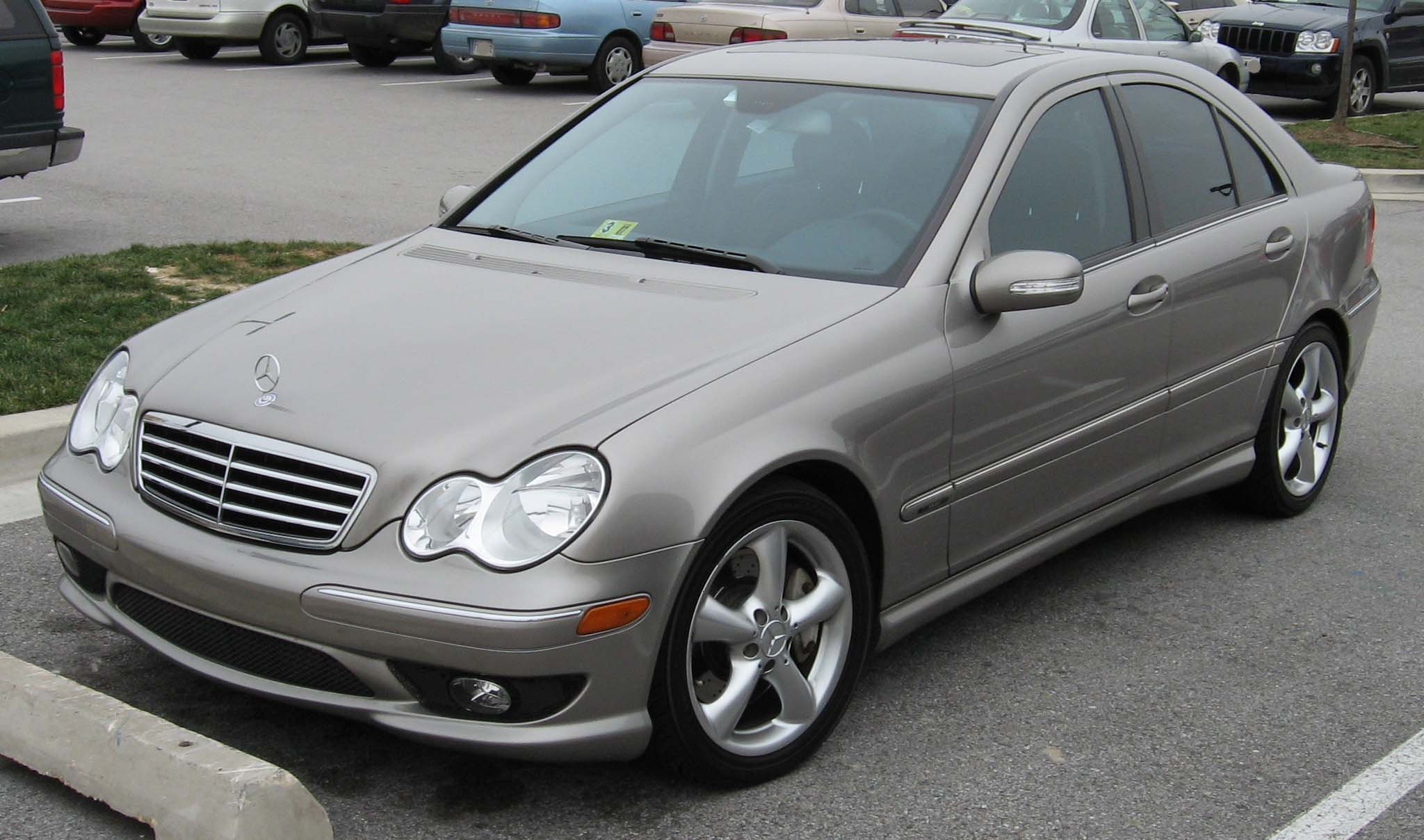
C230（米国仕様）
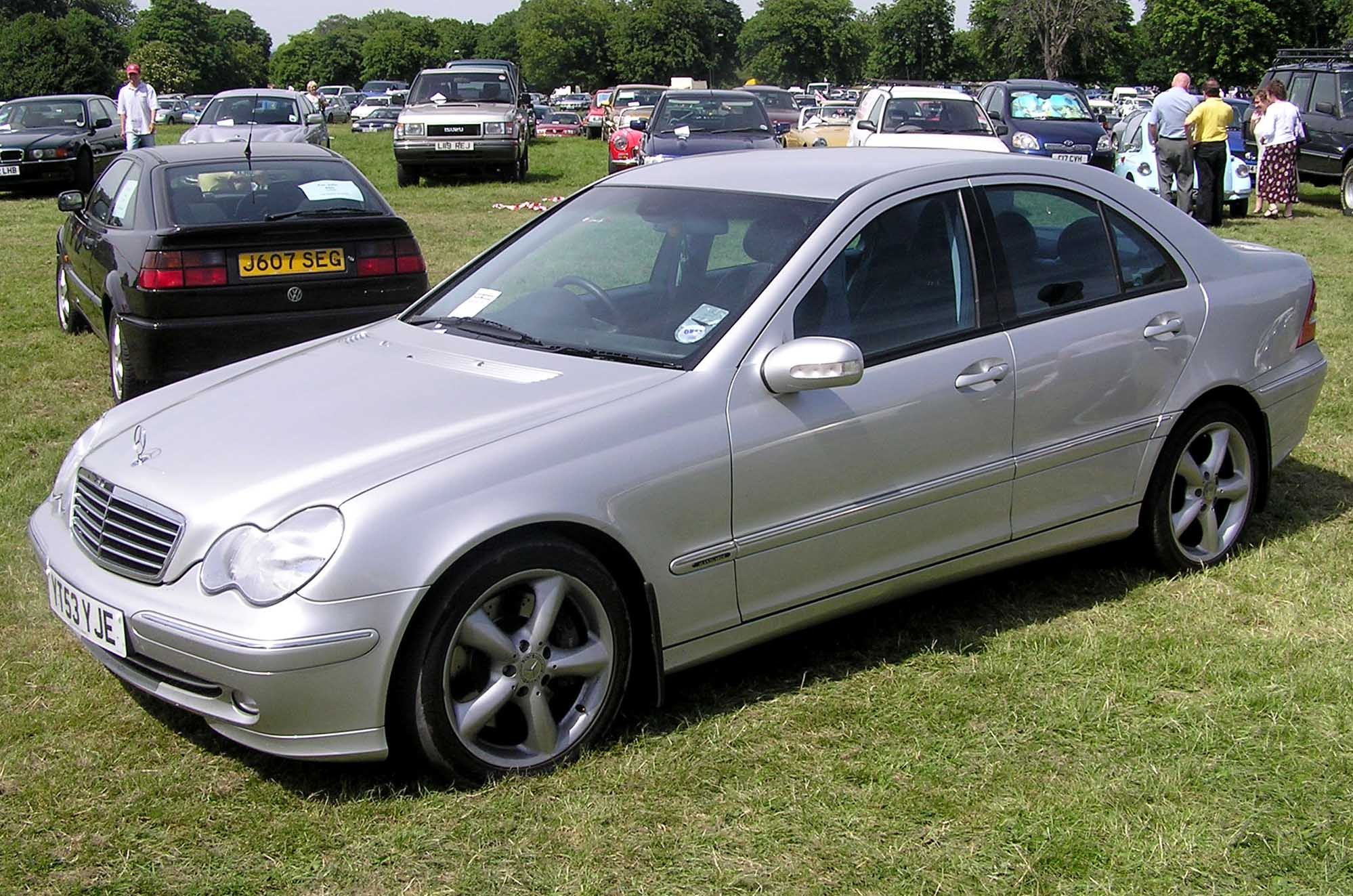
C270 CDI（英国仕様）
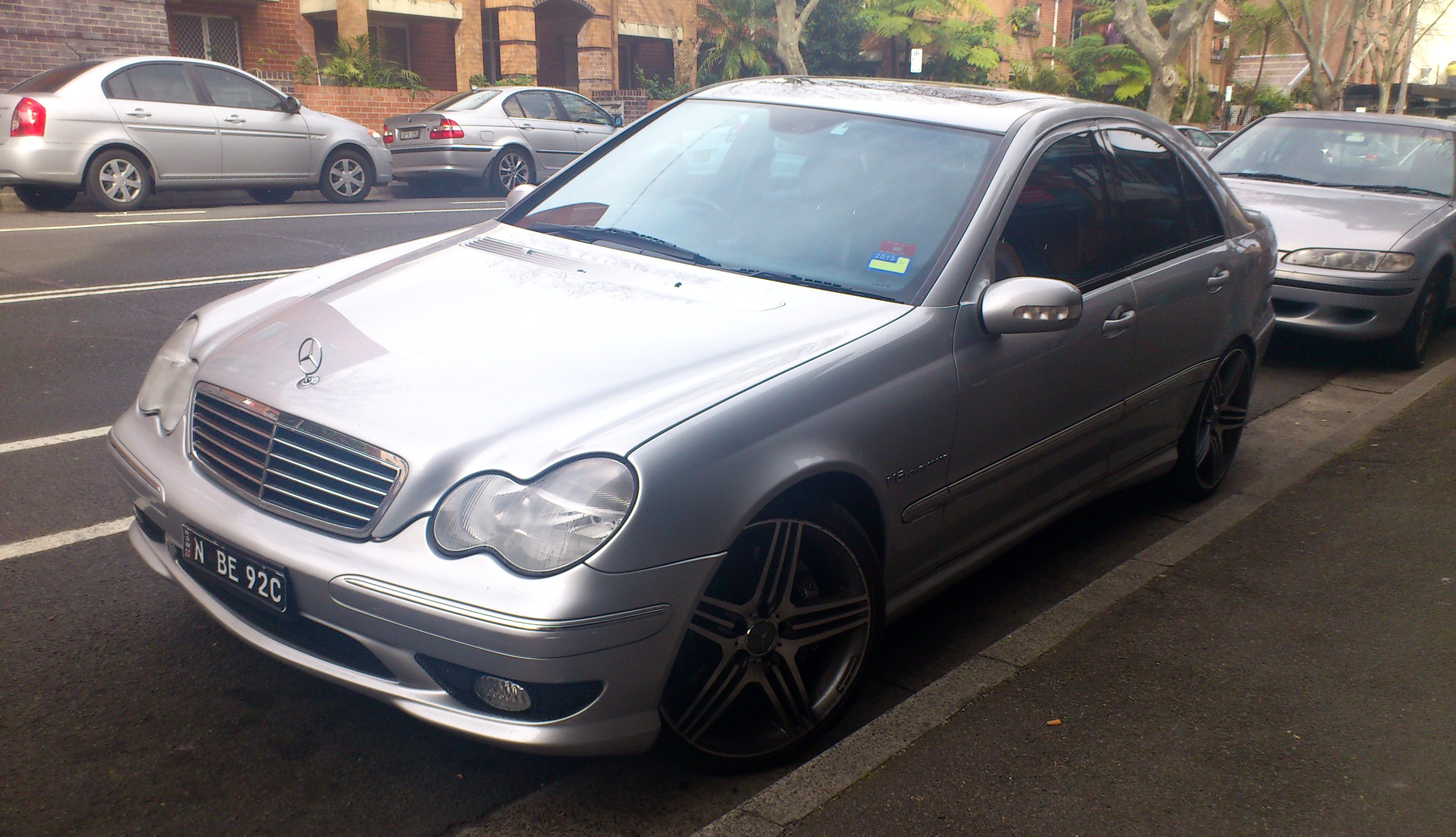
C32 AMG（豪州仕様）
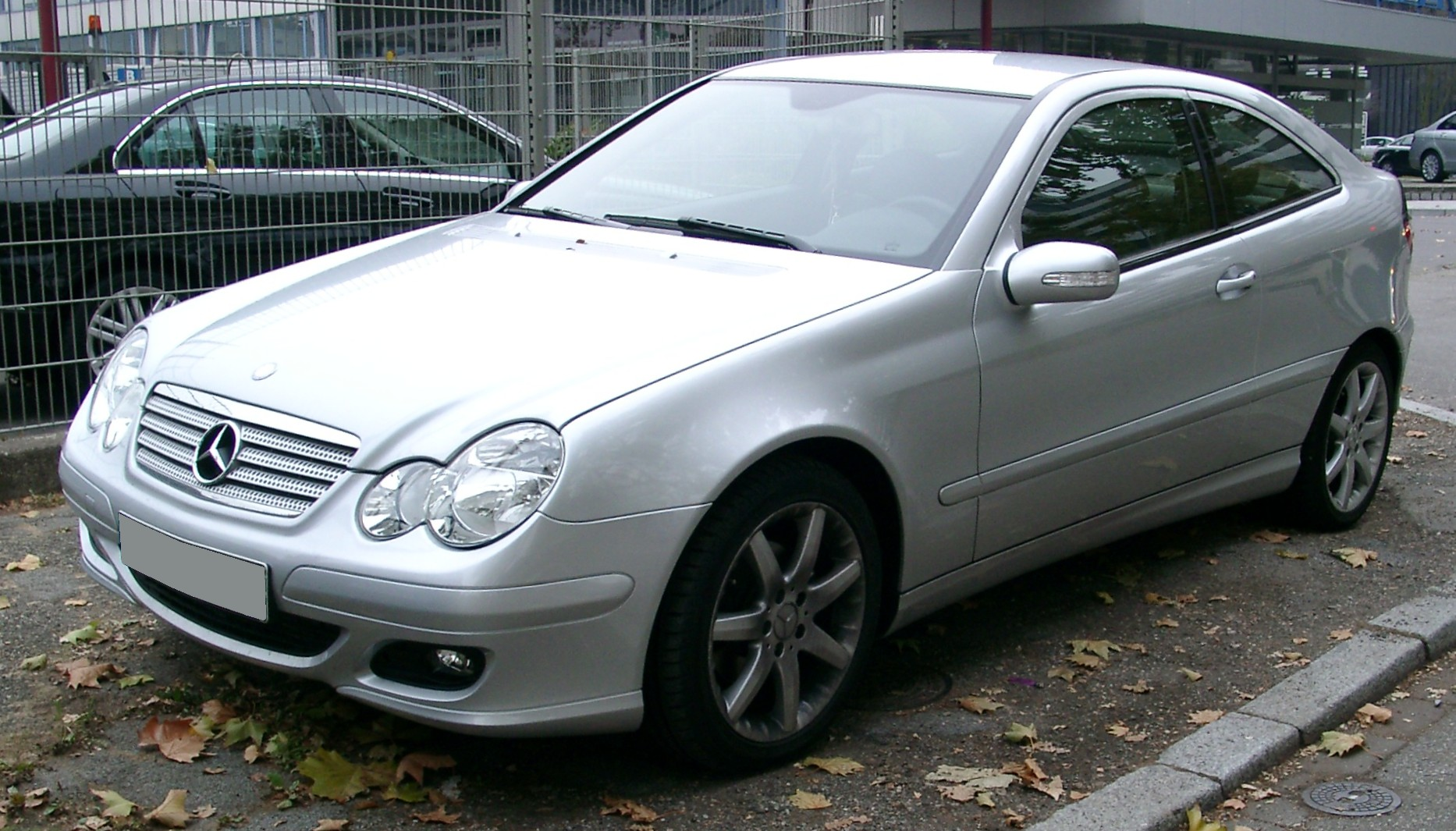
CL203 スポーツクーペ

| グレード                                                                                 | 製造期間                                  | 排気量 | エンジン                          | 最高出力・最大トルク | 変速機 | 駆動方式 |
| ---------------------------------------------------------------------------------------- | ----------------------------------------- | ------ | --------------------------------- | -------------------- | ------ | -------- |
| C55 AMG C55 AMG ステーションワゴン                                                       | 2004年6月-2007年6月 2004年6月-2007年10月  | 5.4L   | V型8気筒SOHC                      | 367ps/52.0kg・m      | 5速AT  | FR       |
| C32 AMG C32 AMG ステーションワゴン                                                       | 2001年8月-2004年6月                       | 3.2L   | V型6気筒SOHCスーパーチャージャー  | 353ps/45.9kg・m      | 5速AT  | FR       |
| C320 C320 ステーションワゴン                                                             | 2001年7月-2004年6月                       | 3.2L   | V型6気筒SOHC                      | 218ps/31.6kg・m      | 5速AT  | FR       |
| C280アバンギャルド C280 アバンギャルド ステーションワゴン                                | 2005年8月-2007年6月 2005年8月-2008年4月   | 3.0L   | V型6気筒DOHC                      | 231ps/30.6kg・m      | 7速AT  | FR       |
| C280 4MATIC アバンギャルド C280 4MATIC アバンギャルド ステーションワゴン                 | 2005年8月-2007年6月 2005年8月-2008年4月   | 3.0L   | V型6気筒DOHC                      | 231ps/30.6kg・m      | 7速AT  | 4WD      |
| C2404MATIC C240 4MATICステーションワゴン                                                 | 2004年6月-2005年8月                       | 2.6L   | V型6気筒SOHC                      | 170ps/24.5kg・m      | 5速AT  | 4WD      |
| C240 C240 ステーションワゴン                                                             | 2000年9月-2005年8月 2001年6月-2005年8月   | 2.6L   | V型6気筒SOHC                      | 170ps/24.5kg・m      | 5速AT  | FR       |
| C230 アバンギャルド C230 アバンギャルド ステーションワゴン                               | 2005年8月-2007年6月 2005年8月-2008年4月   | 2.5L   | V型6気筒DOHC                      | 204ps/25.5kg・m      | 7速AT  | FR       |
| C230 コンプレッサー アバンギャルド C230 コンプレッサー アバンギャルド ステーションワゴン | 2004年6月-2005年8月                       | 1.8L   | 直列4気筒DOHCスーパーチャージャー | 191ps/26.5kg・m      | 5速AT  | FR       |
| C200 コンプレッサー C200 コンプレッサー ステーションワゴン                               | 2002年10月-2007年6月 2002年10月-2008年7月 | 1.8L   | 直列4気筒DOHCスーパーチャージャー | 163ps/24.5kg・m      | 5速AT  | FR       |
| C200 コンプレッサー C200 コンプレッサー ステーションワゴン                               | 2000年9月-2002年10月 2001年6月-2002年10月 | 2.0L   | 直列4気筒DOHCスーパーチャージャー | 163ps/23.5kg・m      | 5速AT  | FR       |
| C200 コンプレッサー スポーツクーペ エボリューション                                      | 2003年9月-                                | 1.8L   | 直列4気筒DOHCスーパーチャージャー | 163ps/24.5kg・m      | 5速AT  | FR       |
| C200 コンプレッサー スポーツクーペ C200 コンプレッサー スポーツライン                    | 2003年5月-2003年9月                       | 1.8L   | 直列4気筒DOHCスーパーチャージャー | 163ps/24.5kg・m      | 5速AT  | FR       |
| C200 コンプレッサー スポーツクーペ C200 コンプレッサー スポーツライン                    | 2001年6月-2003年5月                       | 2.0L   | 直列4気筒DOHCスーパーチャージャー | 163ps/23.5kg・m      | 5速AT  | FR       |
| C180 コンプレッサー アバンギャルド C180 コンプレッサー アバンギャルド ステーションワゴン | 2006年3月-2007年6月 2006年3月-2008年4月   | 1.8L   | 直列4気筒DOHCスーパーチャージャー | 143ps/22.4kg・m      | 5速AT  | FR       |
| C180 コンプレッサー C180 コンプレッサー ステーションワゴン                               | 2002年10月-2006年3月                      | 1.8L   | 直列4気筒DOHCスーパーチャージャー | 143ps/22.4kg・m      | 5速AT  | FR       |
| C180 C180 ステーションワゴン                                                             | 2001年1月-2002年10月 2001年6月-2002年8月  | 2.0L   | 直列4気筒DOHC                     | 129ps/19.4kg・m      | 5速AT  | FR       |
| C180 コンプレッサー スポーツクーペ                                                       | 2003年9月-                                | 1.8L   | 直列4気筒DOHCスーパーチャージャー | 143ps/22.4kg・m      | 5速AT  | FR       |